# Chikkawaddatti, Mundargi
Chikkawaddatti là một làng thuộc tehsil Mundargi, huyện Gadag, bang Karnataka, Ấn Độ.